# Хуан Мануель де Айяла
Хуан Мануель де Айяла (Аяла) (ісп. Juan Manuel de Ayala; 28 грудня 1745, Осуна, провінція Севілья — 30 грудня 1797) — іспанський морський офіцер, дослідник. Першовідкривач острова Алькатрас в затоці Сан-Франциско (нині штат Каліфорнія, США).

## Біографія
Хуан Мануель де Айяла народився 28 грудня 1745 року в Осуні, провінція Севілья. У чотирнадцятирічному віці вступив на службу у військово-морський флот королівської Іспанії (вересень 1760) і в 1782 році дослужився до звання капітана.
На початку 1770-х років, Іспанія проводила дослідження Північного узбережжя Каліфорнії, з метою упевнитися в тому, чи є які-небудь російські поселення на узбережжі Каліфорнії і вивчити район майбутнього Сан-Франциско. Споряджалися експедиції для встановлення іспанського панування над цими районами. Мануель де Айяла, в той час лейтенант, був одним з тих, хто відправився в морську експедицію. У серпні 1774 року він прибув до берегів Америки в Санта-Круз.
Зіграв важливу роль в освоєнні Каліфорнії. На борту військового корабля «Сан-Карлос», він і його команда були першими європейцями, що зайшли в затоку Сан-Франциско.
5 серпня 1775 року Хуан Мануель де Айяла, командуючи кораблем «Сан-Карлос», через протоку Золоті Ворота зайшов в затоку Сан-Франциско. Ставши на якірну стоянку в захищеній бухті, провӓл наступні шість тижнів, займаючись зйомками, проводячи зондування і картографування затоки. Острів в бухті був названий ним «Ла Ісла де Нуестра Сеньйора де лос Анхелес» («Острів Богоматері ангелів») (нині Енджел).
12 серпня 1775 року за його наказом була складена карта бухти і ще одного острова, якому він дав назву «Ла Ісла де лос Алькатрасес» (ісп. La Isla de los Alcatraces — острів олуші) одному з трьох островів, відомому нині як «Yerba Buena».
У 1850 році тринадцятий президент США Міллард Філлмор підписав розпорядження про використання острова у військових цілях. Була побудована фортеця, а по периметру острова розміщено близько сотні гармат, для захисту затоки Сан-Франциско. У той час на острові з'явився перший на західному узбережжі маяк.
14 березня 1785 вийшов у відставку з повною пенсією у зв'язку з його успішними діями в Каліфорнії.